# Condado de New Kent
El condado de New Kent (en inglés: New Kent County), fundado en 1654, es uno de 95 condados del estado estadounidense de Virginia. En el año 2000, el condado tenía una población de 13,462 habitantes y una densidad poblacional de 25 personas por km². La sede del condado es New Kent.

## Geografía
Según la Oficina del Censo, el condado tiene un área total de 579 km² (223,6 mi²), de la cual 543 km² (209,7 mi²) es tierra y 36 km² (13,9 mi²) (6.23%) es agua.

### Condados adyacentes
- Condado de King William (norte)
- Condado de King and Queen (este)
- Condado de James City (sureste)
- Condado de Charles City (sur)
- Condado de Henrico (suroeste)
- Condado de Hanover (oeste)

## Demografía
Según la Oficina del Censo en 2000, los ingresos medios por hogar en el condado eran de $53,595, y los ingresos medios por familia eran $60,678. Los hombres tenían unos ingresos medios de $40,005 frente a los $28,894 para las mujeres. La renta per cápita para el condado era de $22,893. Alrededor del 3.40% de la población estaban por debajo del umbral de pobreza.

## Localidades
- Baltimore Crossroads
- Barhamsville
- Bottoms Bridge
- Eltham
- Lanexa
- New Kent
- Providence Forge
- Quinton
- Talleysville
- White House